# Cala Culleró
La cala Culleró és una petita platja natural del municipi de Cadaqués (Alt Empordà) situada al Parc Natural del Cap de Creus, molt a prop del Far del Cap de Creus, davant de l'illa de Culleró. Orientada a nord-nord-oest, té una longitud de 21 m i una amplada de 5 metres, formada per grava i còdols. La cala està molt exposada al vent de tramuntana i a la mala mar. S'hi practica el nudisme.
El paisatge al seu voltant és de roques zoomòrfiques esculpides per l'aigua salada i la tramuntana. Algunes de les formacions rocoses tenen nom i estan catalogades, com la roca del Gran Masturbador, nom que li donà Salvador Dalí, i altres, com la roca de l'Àliga, la roca del Camell, etc. El nom de Culleró evoca una cullera petita.